# Claude Larmagnac
Claude Larmagnac , né à Louhans (Saône-et-Loire) le 11 juin 1740, mort à Louhans le 5 décembre 1820, est un homme politique français du Premier Empire. Il est député du corps législatif, et président du conseil général de Saône-et-Loire.

## Biographie

### Sous l'ancien Régime
Sous l'Ancien Régime, Claude Larmagnac est avocat et bailli du seigneur de Louhans. En 1781, il introduit à Louhans dans le prétoire, l'usage de la robe, qu'il rend obligatoire en particulier pour le procureur et le greffier.

### Politique
Il est conseiller général de 1790 à 1791, puis président du directoire du département de Saône-et-Loire en 1791. En 1793, à l'époque de la convention il est affilié au 'parti des modérés', perdant des élections, il perd ensuite son siège de commissaire national au tribunal de Louhans (équivalent de procureur de la république). Cette même année il est accusé de modérantisme et passe quelques jours en prison. En octobre 1795, il est élu au Conseil des Anciens pour ce même département. Rallié lors du coup d'État du 18 Brumaire (novembre 1799), il devient membre et président du conseil général de Saône-et-Loire de 1800 à 1804.
À partir du 20 août 1804 il est élu député de Saône-et-Loire au Corps législatif, fonction qu'il exerce jusqu'en 1809.

### Carrière dans la justice après la révolution
Il est nommé président du tribunal civil de Louhans le 5 juin 1800.
Après la chute de l'empire, et rallié à la Restauration, il est confirmé le 31 janvier 1816 dans ses fonctions de président du tribunal de Louhans, jusqu’à ce qu'il en devienne le président honoraire en 1820.

## Famille
Il est le fils de Benoît Larmagnac, Bourgeois de Louhans, et de son épouse Marie Jehannin (mariés le 26 janvier 1738).
Il épouse en 1766 Anne Merle, fille de Pierre Merle, Bourgeois de Saint-Germain-du-Plain, elle lui donne 2 fils dont :
- François Larmagnac 1767-1854, maire de Saint-Germain-du-Plain.

Le peintre Ernest Pochon est son arrière petit fils.
En 1815, Claude Larmagnac fait enregistrer ses armes "d’or au lion contourné de gueules (l’ecu timbré d’un casque taré de profil armé de ses lambrequins)".

## Sources
- « Claude Larmagnac », dans Adolphe Robert et Gaston Cougny, Dictionnaire des parlementaires français, Edgar Bourloton, 1889-1891 [détail de l’édition]